# ひっつみ

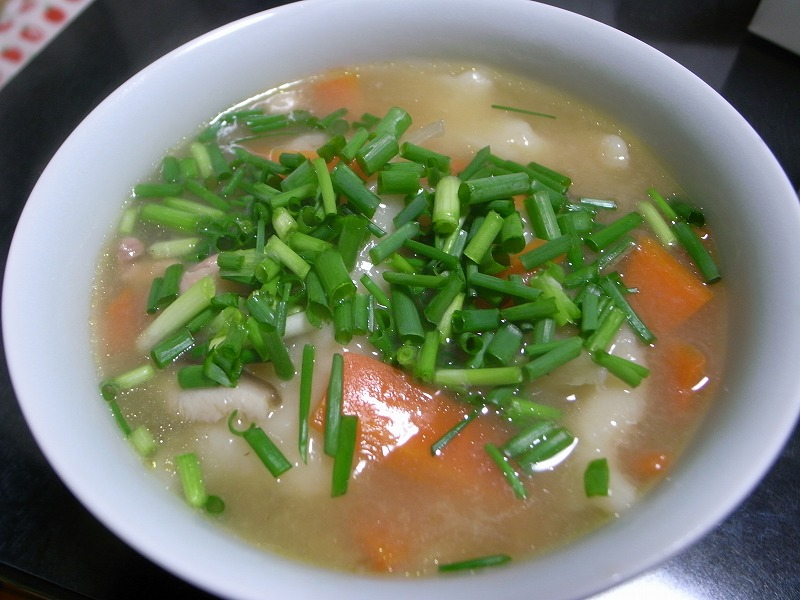
ひっつみ

ひっつみ、とってなげ（旧盛岡藩領の岩手県北地域）、つめり（旧仙台藩領の旧江刺郡地域等）は、小麦粉を用いた汁物の郷土料理。ひっつみ汁ともいう。水団の一種。岩手県の北上盆地を中心とした地域で食べられている。「ひっつみ」は「手でちぎる」の方言「ひっつまむ」が転じたと言われている。具や出汁は地域や家庭によって様々で、地方によって地鶏やキノコ、川ガニ、川魚、モクズガニを入れることもある
小麦粉を練って固めたものをひっつまんで（平たい団子状にしたものを）汁に投げ入れて作られ、製法がそのまま名称に繋がっている。※水が多くて柔らかく、スプーンで入れる「すいとん」との違い。
すいとんより練る時間と生地を寝かす時間が長い。（練りに30分。寝かしに4時間、長いところでは24時間）
食感的にはすいとんより、餃子の皮、あるいはワンタンに似ている。その他の具は、各家庭・料理屋で相違があり、決まったものはない。

## 類似する料理
- 山梨県（甲斐国）に伝わるほうとうとの類似性が言われている。南部藩を治めていた南部氏は甲斐国南部牧出身である。
- 青森県・八戸都市圏（八戸藩）のせんべい汁との関連が認められる。
- 北上川中流域の「ひっつみ」「つめり」「とってなげ」が食べられている地域より南側では、類似の料理が「はっと」と呼ばれている。ただし、小麦粉を練ったものを平べったくする傾向があり、また、汁物以外でのバリエーションが多いところが異なる。

## ひっつみを取り扱った作品
漫画
- 美味しんぼ「スイトン騒動」
- 六三四の剣
- リトル・フォレスト
- 大正処女御伽話
- 舞妓さんちのまかないさん

テレビドラマ
- 刑事のまなざし 第2話（2013年10月）「ハートフル」

## 伝統・継承
大槌町では地元の飲食店や宿泊施設で独自メニューの開発を行うなど、家庭料理である「ひっつみ」を町の名物に育てることを目指している。岩手県生めん協同組合は12月3日を「ひっつみの日」に制定し、ひっつみのPR活動を行っている。また、岩手県は郷土料理を伝承する人や団体を「岩手県食の匠」として認定しており、「ひっつみ」についても「岩手県食の匠」がいる。